# William Walsh (biskup)
William Walsh (ur. 16 stycznia 1935 w Roscrea, zm. 19 lutego 2025 w Ennis) – irlandzki duchowny rzymskokatolicki, w latach 1994-2010 biskup Killaloe.

## Życiorys
Święcenia kapłańskie przyjął 21 lutego 1959. 21 czerwca 1994 został mianowany koadiutorem diecezji Killaloe, a 8 sierpnia jej biskupem diecezjalnym. Sakrę biskupią otrzymał 2 października 1994. 18 maja 2010 przeszedł na emeryturę.